# 島原創
島原 創（しまはら はじめ、1972年10月31日 - ）は、日本の実業家。男性。

## 略歴
- 2007年〜2011年 株式会社マクロミル執行役員。
- 2012年 株式会社ハニーマスタード創業。2012年〜2016年代表取締役就任。2018年1月同社顧問就任。2018年1月に株式会社東京アドへ事業譲渡。
- 2012年 株式会社グライダー アソシエイツ 取締役、2014年 株式会社スイッチ・メディア・ラボ 取締役
- 2013年 株式会社SHOT JAPAN創業。代表取締役就任。2018年2月にFLAT LABOを含む全事業を株式会社アマナへ譲渡。
- 2016年 株式会社ノベルティコレクション創業。代表取締役就任。2019年5月に全事業をNADIX株式会社へ譲渡。
- 2018年 株式会社TORIKAI CAFE創業。代表取締役就任。
- 2021年 TANPAC株式会社　執行役員就任。

| スタブアイコン | サブスタブ | この項目は、まだ閲覧者の調べものの参照としては役立たない、人物に関連した書きかけの項目です。この項目を加筆・訂正などしてくださる協力者を求めています（P:人物伝/PJ:人物伝）。 |